# Оана Елена Голімбйоскі
Оана Елена Голімбйоскі (нар. 21 травня 1980) — колишня румунська тенісистка.
Найвищу одиночну позицію світового рейтингу — 266 місце досягла 13 квітня 1998, парну — 290 місце — 5 жовтня 1998 року.
Здобула 2 одиночні та 6 парних титулів туру ITF.

## Фінали ITF

### Одиночний розряд (2–9)
| Результат | Ранг | Дата              | Турнір                       | Покриття | Суперниця             | Рахунок       |
| --------- | ---- | ----------------- | ---------------------------- | -------- | --------------------- | ------------- |
| Перемога  | 1.   | 20 квітня 1997    | Барі, Італія                 | Ґрунт    | Германа ді Натале     | 7–5, 6–2      |
| Перемога  | 2.   | 27 квітня 1997    | Сан-Северо, Італія           | Ґрунт    | Ольга Іванова         | 6–3, 6–2      |
| Поразка   | 3.   | 12 квітня 1999    | Сан-Северо, Італія           | Ґрунт    | Ліна Красноруцька     | 3–6, 0–6      |
| Поразка   | 4.   | 25 квітня 1999    | Барі, Італія                 | Ґрунт    | Лаура Пена            | 6–2, 4–6, 1–6 |
| Поразка   | 5.   | 28 листопада 1999 | Майорка, Іспанія             | Ґрунт    | Габріела Кучерова     | 1–6, 2–6      |
| Поразка   | 6.   | 21 травня 2000    | Казале-Монферрато, Італія    | Ґрунт    | Стефані Ріцці         | 3–6, 6–7(5–7) |
| Поразка   | 7.   | 1 жовтня 2000     | Макарська, Хорватія          | Ґрунт    | Зузана Ондрашкова     | 2–6, 2–6      |
| Поразка   | 8.   | 28 липня 2002     | Гардоне-Валь-Тромпія, Італія | Ґрунт    | Домініка Ноцярова     | 0–6, 3–6      |
| Поразка   | 9.   | 30 вересня 2002   | Чіампіно, Італія             | Ґрунт    | Мішелль Герардс       | 0–6, 4–6      |
| Поразка   | 10.  | 11 травня 2003    | Лечче, Італія                | Ґрунт    | Емілі Стеллато        | 6–4, 1–6, 3–6 |
| Поразка   | 11.  | 2 вересня 2006    | Вітторія, Італія             | Ґрунт    | Анна-Джулія Ремондіна | 0–6, 4–6      |

### Парний розряд (6–12)
| Результат | Ранг | Дата            | Турнір                       | Покриття  | Партнерка           | Суперниці                                | Рахунок               |
| --------- | ---- | --------------- | ---------------------------- | --------- | ------------------- | ---------------------------------------- | --------------------- |
| Поразка   | 1.   | 7 квітня 1997   | Галатіна, Італія             | Ґрунт     | Лаура Фодорян       | Ольга Гостакова Зденька Малкова          | 6–3, 2–6, 4–6         |
| Перемога  | 2.   | 5 жовтня 1997   | Лечче, Італія                | Ґрунт     | Катя Альтілія       | Сільві Сальяберрі Audrey Wilmart         | 6–0, 6–2              |
| Поразка   | 3.   | 26 січня 1998   | Дінан (Кот-д'Армор), Франція | Ґрунт (i) | Татьяна Гарбін      | Каміль Пен Орелі Веді                    | w/o                   |
| Поразка   | 4.   | 29 березня 1999 | Понтеведра, Іспанія          | Тверде    | Магда Міхалаке      | Дон Бут Ребекка Єнсен                    | 6–7(7), 6–7(5)        |
| Поразка   | 5.   | 12 квітня 1999  | Сан-Северо, Італія           | Ґрунт     | Міхаела Модован     | Natascha de Kramer Лаура Пена            | 5–7, 0–6              |
| Поразка   | 6.   | 22 квітня 2000  | Сан-Северо, Італія           | Ґрунт     | Светлана Кривенчева | Деббі Гак Лотті Селен                    | 4–6, 3–6              |
| Поразка   | 7.   | 20 серпня 2000  | Аоста, Італія                | Ґрунт     | Андрея Ехрітт-Ванк  | Марія Елена Камерін Мара Сантанджело     | 5–7, 6–4, 1–6         |
| Поразка   | 8.   | 3 вересня 2000  | Сполето, Італія              | Ґрунт     | Андрея Ехрітт-Ванк  | Марія Елена Камерін Мара Сантанджело     | w/o                   |
| Поразка   | 9.   | 18 вересня 2000 | Макарська, Хорватія          | Ґрунт     | Естер Мольнар       | Анаук Стерн Anouk Sinnige                | 4–6, 6–7(2–7)         |
| Поразка   | 10.  | 16 жовтня 2000  | К'єті, Італія                | Ґрунт     | Андрея Ехрітт-Ванк  | Еріка Краут Ванеса Краут                 | 5–4(5), 1–4, 2–4, 1–4 |
| Поразка   | 11.  | 5 лютого 2001   | Майорка, Іспанія             | Ґрунт     | Андрея Ехрітт-Ванк  | Роса Марія Андрес Родрігес Дінара Сафіна | 2–6, 0–6              |
| Перемога  | 12.  | 27 травня 2001  | Казале, Італія               | Ґрунт     | Giulia Baldoni      | Дженні Белобрайдіч Рошелл Розенфілд      | 6–1, 0–6, 6–4         |
| Перемога  | 13.  | 25 серпня 2002  | Чивітанова-Марке, Італія     | Ґрунт     | Сільвія Дісдері     | Ніколе Клеріко Irina Smirnova            | 6–3, 6–2              |
| Поразка   | 14.  | 30 вересня 2002 | Чіампіно, Італія             | Ґрунт     | Естер Мольнар       | Аліче Канепа Емілі Стеллато              | 1–6, 6–4, 2–6         |
| Поразка   | 15.  | 31 березня 2003 | Неаполь, Італія              | Ґрунт     | Естер Мольнар       | Штефані Гайднер Ванесса Менга            | 6–7(6–8), 3–6         |
| Перемога  | 16.  | 11 травня 2003  | Лечче, Італія                | Ґрунт     | Ленка Шнайдрова     | Сара Еррані Нансі Рустіньйолі            | 6–3, ret.             |
| Перемога  | 17.  | 24 серпня 2003  | Сан-Марино                   | Ґрунт     | Орелі Веді          | Кільдін Шевальє Хрістіна Захаріду        | 2–6, 7–6(9–7), 6–4    |
| Перемога  | 18.  | 25 липня 2004   | Анкона, Італія               | Ґрунт     | Орелі Веді          | Nadja Pavic Александра Срндович          | 6–3, 6–3              |